# Infektionen durch HIV-kontaminierte Blutprodukte
Ab Anfang der 1980er Jahre traten weltweit Infektionen durch HIV-kontaminierte Blutprodukte auf. Erst seit wirksame Gegenmaßnahmen getroffen werden können, hat die Bedeutung dieses Infektionsweges und damit auch die durch Bluttransfusionen drohende Ansteckung mit dem HI-Virus entscheidend nachgelassen. So wurde in Deutschland 2017 die Wahrscheinlichkeit einer HIV-Infektion über Blutkonserven auf 1:10 Millionen geschätzt. Um dies zu erreichen, war vor allem wichtig, die Ursache der Erkrankungen und damit auch die verschiedenen Infektionswege zu verstehen.
1981 erkannten die US-amerikanischen Centers for Disease Control and Prevention (CDC) erste Anzeichen der AIDS-Epidemie. Es dauerte jedoch noch bis Mai 1983, bis eine Forschergruppe um die Franzosen Luc Montagnier und Françoise Barré-Sinoussi das HI-Virus isolierte, so dass daraufhin gezieltere Gegenmaßnahmen getroffen werden konnten. Durch rasches und konsequentes Einführen der verschiedenen Maßnahmen hätten dennoch viele Ansteckungen über Blutprodukte mit dem HI-Virus verhindert werden können. Selbst in den meisten Industrienationen wurden die verschiedenen Maßnahmen erst verspätet oder nur wenig konsequent eingeführt. In verschiedenen Ländern wurde diese inkonsequente oder verspätete Einführung von Gegenmaßnahmen sowie die Verwendung von Blutprodukten, von denen bekannt war, dass sie teilweise HI-Viren enthielten, als „Blut-Skandal“ bezeichnet.

## Verspätete oder inkonsequent durchgeführte Gegenmaßnahmen

### Verzögerter Ausschluss von Risikogruppen von Blutspenden
Bestimmte Gruppen werden als Risikogruppen für die Blutspende eingestuft. So wurden in Deutschland z. B. homo- und bisexuelle Männer, Prostituierte, Drogenabhängige, Häftlinge und Personen mit häufig wechselnden Geschlechtspartnern von der Blutspende ausgeschlossen (s. Ausschlusskriterien bei der Blutspende).
Im Juli 1982 berichteten die CDC von drei Hämophilen (Blutern), die sich infiziert hatten, und warnten vor möglichen Ansteckungen durch Blutprodukte. Am 20. Juni 1983 untersagte der französische Directeur Général de la Santé Jacques Roux in einem Rundschreiben das Sammeln von Blut in Risikogruppen. Dennoch forderte Myriam Ezratty, die Generaldirektorin der Gefängnisverwaltung am 13. Januar 1984 die Regionaldirektoren in einem Rundschreiben auf, die Häufigkeit von Blutspenden in Gefängnissen zu erhöhen.
In den USA nahmen Unternehmen bis 1985 Blutspenden auch von Risikogruppen (Homosexuelle, Drogenabhängige, Häftlinge), um daraus Gerinnungsfaktor-Produkte für Hämophile herzustellen. Dennoch wurden in Deutschland etwa 90 % der Blutprodukte für Hämophile aus den USA eingeführt, obwohl in Deutschland selber Risikogruppen früher von Blutspenden ausgeschlossen worden waren.

### Verspätete Einführung der Hitzeinaktivierung von HI-Viren
1978 entwickelte Behring ein aufwändiges Verfahren zur Hitzeinaktivierung von Viren, das 1981 vom Bundesgesundheitsamt zugelassen wurde. Bereits im Mai 1983 wurde berichtet, dass Erhitzen auch das HI-Virus inaktiviert. Dennoch wurden weiterhin Blutprodukte verwendet, in denen Viren nicht inaktiviert worden waren.
So wurde in Deutschland z. B. dieses Verfahren zur Virusinaktivierung erst 1984/85 flächendeckend eingeführt. In Japan haben 1989 etwa 400 Hämophile gegen die Regierung geklagt, weil diese weiterhin unbehandelte Blutprodukte zugelassen habe, obwohl die Regierung gewusst habe, dass HI-Viren mit Hitze inaktiviert werden können.

### Verzögerungen bei der Zulassung von HIV-Tests in Blutspenden
In verschiedenen Ländern wurden HIV-Tests erst mit Verzögerung, in anderen Ländern wenig zuverlässige Tests eingeführt. Im Februar 1985 beantragten Abbott und das Institut Pasteur z. B. die Zulassung ihrer Tests in Frankreich. Dennoch führte Frankreich erst im August 1985 die allgemeine Pflicht für HIV-Tests bei Blutspenden ein. Es wurden aber auch Zweifel an der Zuverlässigkeit dieses ersten Tests von Abbott laut. So wurden in den USA mehrere Personen mit Blutkonserven infiziert, die beim Abbott-Test nicht als HIV-positiv aufgefallen waren.
Ferner gab es Unternehmen, die die vorhandenen Tests nicht konsequent bzw. nicht bestimmungsgemäß einsetzten. In Deutschland z. B. hat das Koblenzer Unternehmen UB Plasma als Sparmaßnahme jeweils Blutspenden miteinander vermengt (= gepoolt) und sie dann gemeinsam auf HIV getestet. Das damals verwendete Test-Verfahren war jedoch nicht empfindlich genug für diese Vorgehensweise, so dass trotz Tests HIV-kontaminierte Blutprodukte verkauft und drei Patienten infiziert wurden. Das Unternehmen UB Plasma wurde daraufhin geschlossen und zwei Manager verhaftet.

### Export von Produkten, die im Herkunftsland nicht verkauft werden konnten
Zum Teil wurden Produkte, die im Herkunftsland nicht vertrieben werden konnten, weil sie die schärferen Bestimmungen nicht erfüllten, ins Ausland exportiert. Cutter, ein US-amerikanisches Tochter-Unternehmen der Bayer AG erhielt im Februar 1984 in den USA die Lizenz zur Herstellung von Blutpräparaten, in denen HIV durch Hitze inaktiviert wurde. Dennoch hat Cutter nach Angaben der New York Times bis Mitte 1985 unbehandelte Produkte nach Taiwan, Singapur, Malaysia, Indonesien, Hong Kong, Japan und Argentinien exportiert. Als Gründe dafür wurden von Bayer genannt, dass es nicht genug Plasma zur Herstellung des neuen, Hitze-inaktivierten Produktes gab, dass Ärzte der erprobteren Wirkung wegen lieber auf das alte Produkt vertrauten und dass sich die Anmeldung bei Behörden verzögerte.
Im US-Bundesstaat Arkansas sammelte das Unternehmen Health Management Associates in Gefängnissen Blutspenden. Als diese in den USA nicht mehr vertrieben werden durften, wurden sie in ein halbes Dutzend andere Länder verkauft (u. a. nach Kanada). Der Dokumentarfilm „Factor 8: The Arkansas Prison Blood Scandal“ berichtet über diese Vorgänge und speziell über Opfer in Schottland.
In Österreich hat das Unternehmen Albovina zwischen 1993 und 1996 Blutplasma aus nicht-europäischen Ländern als österreichisches Plasma deklariert. Untersuchungen zeigten das Vorhandensein von HIV an. Obwohl die Ware nur für diagnostische Zwecke freigegeben war, wurde sie nach Reimport für therapeutische Zwecke verpackt. Laut Stern wurden davon 47.000 Portionen nach Indien verkauft.

### Chronologie der wichtigsten Ereignisse zur Einführung von Gegenmaßnahmen
| Datum            | Ereignis |
| ---------------- | --- |
| Februar 1981     | BGA lässt aufwändiges Verfahren zur Hitzeinaktivierung von Viren in Gerinnungspräparaten zu. |
| 5. Juni 1981     | erste Fälle von AIDS publiziert (bei 5 jungen, homosexuellen Männern) |
| 16. Juli 1982    | AIDS bei 3 Hämophilen publiziert |
| März 1983        | CDC warnen: Blutprodukte für AIDS bei Hämophilen verantwortlich |
| 20. Mai 1983     | Luc Montagnier und Françoise Barré-Sinoussi isolieren das HI-Virus. |
| 20. Juni 1983    | Jacques Roux, Directeur Général de la Santé, untersagt in Frankreich das Sammeln von Blut in Risikogruppen: Homosexuelle oder Bisexuelle, die mehrere Partner haben; Drogenabhängige; Sexualpartner dieser Gruppen und Personen aus Haiti oder Zentralafrika. |
| Februar 1985     | US-Unternehmen Abbott und Institut Pasteur beantragen jeweils Zulassung ihrer HIV-Tests in Frankreich. |
| März 1985        | Einführung der Hitzeinaktivierung von Blutprodukten in Deutschland. |
| Juli/August 1985 | Deutschland und Frankreich führen allgemeine Pflicht von HIV-Tests bei Blutspenden ein. |

## Betroffene
Potentiell betroffen war jeder, der Blutprodukte benötigte. Insbesondere betraf es aber Hämophile (Bluter), denen aus HIV-kontaminiertem Blut hergestellte Gerinnungsfaktoren verabreicht wurden. Diese Gerinnungsfaktoren wurden damals noch aus dem Blut von je 2000 bis 5000 Spendern gewonnen. Dadurch war das Risiko für Hämophile erheblich höher, als das von Empfängern einfacher Blutkonserven von einem einzelnen Spender. Daher wurde bereits am 12. Dezember 1982 im Bundesgesundheitsblatt darauf hingewiesen, dass Hämophile besonders gefährdet seien, ohne dass jedoch Maßnahmen zu ihrem Schutz ergriffen wurden. Zu diesem Zeitpunkt war bekannt, dass AIDS besonders stark unter Homosexuellen verbreitet war, so dass man diese Gruppe von Blutspenden hätte ausschließen können. Ferner hat das BGA 1981 die Hitzeinaktivierung von Viren als Methode für Blutprodukte eingeführt. 1982 war zwar noch nicht nachgewiesen, dass AIDS von Viren ausgelöst wird. Wenn die Hitzeinaktivierung als flächendeckende Vorsichtsmaßnahme gegen Vireninfektionen allgemein eingeführt worden wäre, hätten dennoch viele Ansteckungen verhindert werden können.
In Frankreich wurden nach Angaben des Sprechers des französischen Hämophilenverbandes bis 1985 1348 von 2500 Hämophilen infiziert, von denen bis 1999 625 verstorben waren. In Deutschland stellte der HIV-Bundestagsausschuss fest, dass bis 1993 43,3 % der behandelten Hämophilen mit kontaminierten HIV-Blutprodukten angesteckt worden und 423 von ihnen bis 1994 verstorben waren. Die folgende Tabelle zeigt die Situation in verschiedenen Industrienationen.
| Land           | Anzahl Hämophile | davon HIV-infiziert (Anzahl) | davon HIV-infiziert (prozentual) | von HIV-Infizierten verstorben | Zahlungen / Angebote (bis heute) |
| -------------- | ---------------- | ---------------------------- | -------------------------------- | ------------------------------ | -------------------------------- |
| Frankreich     | ca. 2.500        | 1.3480                       | ca. 54 %0                        | 625 (bis 1999)                 |                                  |
| Deutschland    | ca. 4.000        | 1.8460                       | 43,3 %0                          | 423 (bis 1994)                 | 250 Mio. DM0                     |
| Großbritannien | ca. 6.500        | ca. 1.3500                   | ca. 20 %0                        | 605 (bis 2000)                 |                                  |
| Italien        |                  |                              |                                  | ca. 1300 (bis 2001)            |                                  |
| Spanien        |                  | ca. 1.3500                   |                                  | > 400 (bis 1996)               | je 25.000 $0                     |
| Portugal       |                  | > 1000                       |                                  |                                |                                  |
| USA            | ca. 20.000       | ca. 10.0000                  | ca. 50 %0                        | ca. 5.000 (bis 2006)           | je 100.000 $0                    |
| Kanada         | 2.427            | 6600                         | 27,2 %0                          | 406 (bis 2006)                 | 55 Mio. $0                       |
| Japan          | ca. 4.500        | ca. 1.8000                   | ca. 40 %0                        | ca. 500 (bis 2000)             | je 420.000 $0                    |

## Entwicklung in verschiedenen Ländern

### Frankreich
Zwischen 1984 und 1985 hat das Centre National de Transfusion Sanguine wissentlich auch mit HIV kontaminierte Blutprodukte an Hämophile verabreicht, wie die Ärztin und Journalistin Anne-Marie Casteret am 25. April 1991 in L’Événement du jeudi schrieb. Insgesamt wurden etwa 4000 Patienten über HIV-kontaminierte Blutprodukte mit dem HI-Virus infiziert.
Der Artikel von Casteret leitete die Aufklärung des französischen Blutskandals ein. Im Verlaufe der Untersuchungen wurde 1994 Michel Garetta, von 1984 bis 1989 Direktor des Nationalen Bluttransfusionszentrums, zu vier Jahren Haft verurteilt. Ihm wurde von der Anklage vorgeworfen, infizierte Blutprodukte „bis zur Leerung der Lager“ weitergereicht zu haben.
1999 wurden schließlich der ehemalige Premierminister Laurent Fabius, die ehemalige Sozialministerin Georgina Dufoix und ihr ehemaliger Staatssekretär Edmond Hervé vor Gericht angeklagt. Der Gerichtshof der Republik (Cour de justice de la République) sprach Hervé schuldig; Fabius und Dufoix wurden freigesprochen.

### USA
Die meisten der weltweit vertriebenen HIV-kontaminierten Blutprodukte stammten aus den USA. Hergestellt und vertrieben wurden sie von den Unternehmen Armour, Cutter Biological (einer Tochter von Bayer), Baxter und Alpha. Obwohl die Centers for Disease Control and Prevention (CDC) schon im Juli 1982 vor der Übertragung von HIV durch Blutprodukte gewarnt hatten, verkauften die Unternehmen bis Februar 1984 nicht inaktivierte Produkte weltweit. Als die Beweise für die Infektion von Hämophilen zahlreicher wurden, konnten die Produkte in den USA und Europa nicht mehr vertrieben werden. Dennoch wurden sie noch ein Jahr lang weiter nach Lateinamerika und Asien verkauft. Dahingegen erklärte z. B. Bayer, dass Cutter sich zu jeder Zeit „verantwortungsvoll, ethisch und human“ verhalten habe. Zum Teil haben sich die Unternehmen weltweit mittlerweile mit den Infizierten auf Entschädigungen geeinigt. Manche Sammelklagen waren jedoch bis 2008 noch nicht abgeschlossen.
In den USA selbst wurden in den späten 1970er bis Mitte der 1980er Jahre etwa 50 % der Hämophilen mit HIV infiziert, insgesamt circa 10.000 Menschen. Der Kongress beauftragte 1993 ein Komitee mit der Untersuchung der Vorfälle. Dieses kam zu dem Schluss, dass „fehlende Führung durch Regierung und Blutindustrie dazu geführt hat, dass mehrere Gelegenheiten verpasst wurden, dazu beizutragen, die Öffentlichkeit vor der Bedrohung von AIDS zu schützen.“

### Deutschland
In Deutschland kam die Aufklärung der Probleme mit HIV-kontaminierten Blutprodukten 1993 ins Rollen, nachdem Infektionen durch solche Produkte aus demselben Jahr bekannt geworden waren. Von Bedeutung ist dabei die Rolle des Hämophiliezentrums der Universität Bonn, das vorher die Heimselbstbehandlung sehr vieler Bluter eingeführt hatte. Anfang Oktober 1993 entließ der damalige Gesundheitsminister Horst Seehofer den Präsidenten des Bundesgesundheitsamtes (BGA) Dieter Großklaus. Ende Juni 1994 wurde das BGA aufgelöst. Im Wesentlichen richteten die deutschen Medien erst dadurch ihre Aufmerksamkeit auf dieses Thema, dessen gravierende Probleme zum großen Teil schon deutlich eher erkennbar waren bzw. sein konnten. Ausnahmen waren frühe Artikel im Nachrichtenmagazin Der Spiegel, der taz und in der Wochenzeitung Rheinischer Merkur. Deren Wissenschaftsredakteur Eckart Klaus Roloff erhielt für seine zahlreichen Berichte zum Bluterskandal 1994 den Theodor-Wolff-Preis.
Der Bundestag richtete 1993 den Untersuchungsausschuss „HIV-Infektionen durch Blut und Blutprodukte“ ein. Dieser stellte 1994 in seinem Abschlussbericht fest, „dass rund 60 Prozent der durch kontaminierte Blutprodukte ausgelösten HIV-Infektionen hätten verhindert werden können“. Mit dem HIV-Hilfegesetz (HIVHG) vom 24. Juli 1995 wurde die Stiftung Humanitäre Hilfe für durch Blutprodukte HIV-infizierte Personen gegründet, die monatliche Leistungen an HIV-Infizierte und AIDS-Erkrankte zahlt. Seit Sommer 2016 war es unklar, wie lange die Bundesregierung und die betroffenen Pharmaunternehmen noch Einzahlungen vornehmen und die Opfer Entschädigungen erhalten. Auf Betreiben der Kampagne Blutskandal sowie der DHG und der IGH kam es im Jahr 2017 zu einer Gesetzesänderung des HIVHG, mit welcher der Bund die alleinige lebenslange Leistung für die Stiftung übernommen hat und die anderen Verantwortlichen wie die Bundesländer, die Pharmaunternehmen und das Deutsche Rote Kreuz aus ihrer Verantwortung entlassen hat. Aus der Blutskandal-Kampagne gründete sich am 1. April 2017 der Verband der Opfer des Blutskandals e. V., der sich seither für die Entschädigung der Hepatitis-Opfer des Blutskandals, der Anpassung der Leistungen der Stiftung an den zwischen 1995 und 2018 erfolgten inflationsbedingten Leistungsverlust der Stiftung des HIVHG, für die Aufhebung der Stichtagsregelung 1. Januar 1988 im HIVHG und für HIV-Betroffene als Vertreter im Stiftungsrat und im Stiftungsvorstand einsetzt. 1998 wurde das Transfusionsgesetz (TFG) verabschiedet, um Infektionen durch Blutprodukte zu verhindern.

### Weitere europäische Staaten

#### Großbritannien
2024 wurde der National Health Service (NHS) in einem Untersuchungsbericht angeprangert, weil in den 1970er und 80er Jahren bis zu 30.000 Menschen kontaminierte Blutprodukte erhalten haben und dabei mehr als 3000 Menschen starben, nachdem sie sich mit HIV oder Hepatitis C infiziert hatten.

#### Schweiz
In der Schweiz wurden bis Mai 1986 nicht auf HIV getestete Blutprodukte verarbeitet und an Hämophile abgegeben, obwohl die ersten HIV-Tests schon 1984 eingeführt worden waren. In diesem Zusammenhang wurde 1998 der ehemalige Direktor des Zentrallabors des Schweizerischen Roten Kreuzes, Alfred Hässig, zu einer bedingten Gefängnisstrafe von zwölf Monaten verurteilt.

#### Italien
Angelo Magrini, der Vorsitzende der italienischen Hämophilen-Vereinigung, äußerte 2001, dass 1.300 Menschen (darunter 150 Kinder) in Italien infolge von kontaminierten Blutinfusionen gestorben seien.
Ein römisches Gericht ordnete im Juni 2001 staatliche Entschädigungszahlungen für 351 Menschen an, die über Bluttransfusionen mit HIV und Hepatitis C infiziert worden waren. Das Gericht begründete sein Urteil damit, dass das Gesundheitsministerium bei der Einführung von Maßnahmen zur Verhinderung von Ansteckungen zu langsam gewesen sei und keine adäquaten Überprüfungen von Plasma eingeführt hätte. Etwa hundert der Angesteckten, es handelte sich ausschließlich um Hämophile, waren bis 2001 bereits verstorben. Für diese Fälle entschied das Gericht, die Entschädigungen ihren Familien auszuzahlen.

#### Spanien
In Spanien wurden 1350 Hämophile mit HIV-kontaminiertem Blut infiziert. Bis 1996 war ein Drittel davon verstorben. Baxter, eines der dafür verantwortlichen nordamerikanischen Unternehmen, bot 1993 den Infizierten und ihren Familien je 25.000 Dollar Entschädigung an, um einen Prozess zu vermeiden.

#### Portugal
In den 1980er Jahren infizierten sich auch mehr als 100 portugiesische Hämophile an kontaminierten Blutprodukten mit HIV. Die Blutprodukte waren vom staatlichen Gesundheitssystem eingeführt und verteilt worden. Dies wurde gerichtlich untersucht und die ehemalige Gesundheitsministerin, Leonor Beleza, verurteilt, weil sie ansteckende Krankheiten verbreitet habe.

### Weitere Staaten weltweit

#### Kanada
Die Blutspenden aus den Gefängnissen von Arkansas wurden unter anderem nach Kanada verkauft, als sie die verschärften Bestimmungen in den USA nicht mehr erfüllten. Dort wurden sie über das Rote Kreuz verteilt, wodurch 660 Kanadier infiziert wurden. Im Verlauf der gerichtlichen Untersuchung entschuldigte sich der Generalsekretär des kanadischen Roten Kreuzes, Pierre Duplessis, bei den Opfern. Außerdem zahlte das kanadische Rote Kreuz 55 Millionen Dollar in einen Entschädigungsfonds.

#### Volksrepublik China
Am 23. August 2001 gab die chinesische Regierung zu, dass sich 30.000 bis 50.000 Chinesen über illegale Blutprodukte mit HIV infiziert haben könnten.
Der chinesische Gesundheitsminister, Zhang Wenkang, äußerte, dass in 23 der 30 chinesischen Provinzen Menschen auf diese Art mit dem HI-Virus infiziert worden wären. Dabei seien vor allem arme Bauern von der Missachtung elementarer Hygieneregeln betroffen. Allein in der Provinz Henan verkauften 280.000 Bauern ihr gespendetes Blut, um ihr geringes Einkommen aufzubessern. Das Blut wurde gemischt und ihnen nach Entnahme des Plasmas wieder injiziert, damit sie ohne gesundheitliche Nachteile, wie ihnen gesagt wurde, bald wieder spenden könnten. 2004 wurde bekannt, dass sich allein in der Provinz Henan nach offiziellen Angaben 25.000 Menschen auf diese Art mit HIV infiziert hatten. Eine wesentliche Rolle bei der Aufdeckung des HIV- und HCV-Skandals spielte die chinesische Ärztin Shuping Wang.

#### Japan
In Japan ist die Infektionsrate mit HIV vergleichsweise gering. Von diesen wenigen Infizierten wurden fast 59 % über Blutprodukte infiziert, die aus den USA importiert worden waren. Von etwa 4.500 Hämophilen wurden in den 1980er Jahren etwa 1.800 mit unbehandeltem, HIV-kontaminierten Blutprodukten angesteckt, obwohl zu dem Zeitpunkt die Hitzeinaktivierung von HI-Viren bereits bekannt war. In einem Prozess wurden im Jahr 2000 drei Manager des verantwortlichen Pharmakonzerns zu Haftstrafen von 16 Monaten bis zwei Jahren verurteilt.

## Aktuelle Situation
In den meisten Industrienationen ist mittlerweile die Ansteckungsgefahr durch HIV-kontaminierte Blutprodukte verschwindend gering. So wurde 2003 z. B. in den USA das Risiko einer HIV-Infektion auf 1:1,4 bis 1,8 Millionen beziffert. In Deutschland wird die Wahrscheinlichkeit einer HIV-Infektion über Blutkonserven auf etwa 1:10 Millionen geschätzt (Stand 2017).
Weltweit ist die Situation weniger günstig: Von 191 Mitgliedsländern der WHO testen nur 43 Länder Blutspenden auf HIV. Man geht immer noch davon aus, dass jährlich 80.000 bis 160.000 HIV-Infektionen durch Bluttransfusionen auftreten. Damit sind diese für 2 bis 4 % aller Neuinfektionen mit HIV verantwortlich (Stand 2003).
Auch für Hämophile ist in den Industrienationen die Wahrscheinlichkeit deutlich zurückgegangen, im Laufe des Lebens eine HIV-Infektion zu bekommen. In den Industrieländern gibt es mittlerweile biotechnologisch hergestellte Faktor-VIII-Präparate. Diese können auch ohne menschliches oder tierisches Blutplasma hergestellt werden, so dass ein HIV-Infektionsrisiko nahezu ausgeschlossen werden kann. Aber auch bei der Behandlung mit Faktor-VIII-Präparaten aus menschlichem Blutplasma ist das Infektionsrisiko in Industrieländern deutlich geringer als in Entwicklungsländern: Für eine Lebensdauer von 60 Jahren bei monatlicher Behandlung mit Faktor-VIII liegt dies in den USA bei 2 %, in Venezuela hingegen bei 40 % (Stand 2001).

## Film
- 2002: Fickende Fische, Regisseur Almut Getto, Produzent Herbert Schwering
- 2013: Blutgeld, Regisseur René Heisig, Produzent Michael Souvignier, ZDF
- 2015: Unter der Haut, Regisseur Friedemann Fromm, Drehbuch Eva Zahn und Volker A. Zahn, ARD